# Enrico Lo Verso
Enrico Lo Verso (Palermo, 18 gennaio 1964) è un attore italiano.

## Biografia
Figlio di un ingegnere e di un'insegnante, Enrico Lo Verso sin da giovanissimo frequenta diversi corsi di teatro, fino ad approdare al Centro sperimentale di cinematografia e all'Istituto nazionale del dramma antico. In seguito, Lo Verso inizia a recitare in diverse produzioni teatrali, finché non debutta al cinema nel 1988 con una piccola parte nel film Atto di dolore, a cui segue un ruolo maggiore l'anno seguente in Ragazzi nervosi di Anselmo Sebastiani, e altre piccole parti in film, come Nulla ci può fermare e Donna d'onore.
Nel 1991 il regista statunitense Michael Lehmann lo sceglie come comparsa per il film Hudson Hawk - Il mago del furto, ma la svolta che gli dona popolarità nazionale avverrà nel 1992, quando viene scelto per il ruolo del carabiniere Antonio nel film Il ladro di bambini, diretto da Gianni Amelio. Per il ruolo inizialmente era stato scelto Antonio Banderas, all'epoca ancora poco conosciuto, mentre Lo Verso avrebbe soltanto dovuto doppiarlo.
Amelio rimase colpito dall'attore siciliano al punto di decidere di affidargli l'intera parte, e di sceglierlo come protagonista per altri due suoi film, Lamerica (1994) e Così ridevano (1998). Dopo Il ladro di bambini, Lo Verso reciterà ne La scorta di Ricky Tognazzi e in Farinelli - Voce regina di Gérard Corbiau, che gli donerà una certa popolarità anche in Francia. Nel 1999 veste i panni del brigante Carmine Crocco in Li chiamarono... briganti! di Pasquale Squitieri. Nonostante il flop al botteghino, le critiche negative della stampa specializzata e il ritiro dalle sale cinematografiche in circostanze poco chiare, diventerà col tempo uno dei suoi ruoli più noti.
Dagli anni duemila Lo Verso divide la propria carriera di attore fra televisione e cinema, lavorando in pellicole come Hannibal di Ridley Scott, L'educazione fisica delle fanciulle di John Irvin, Salvatore - Questa è la vita di Gian Paolo Cugno e Milano Palermo - Il ritorno di Claudio Fragasso e in fiction come Mosè, I miserabili e Mogli a pezzi. Nel 1992 ha avuto il figlio Giacomo, doppiatore, dalla moglie Elena. Nel 2014 prende parte al mediometraggio Voce umana, affiancando Sophia Loren, mentre nel 2019 partecipa, come concorrente, a Ballando con le stelle, in coppia con Samanta Togni.

## Filmografia

### Cinema

Enrico Lo Verso in Il ladro di bambini (1992)

Claudio Amendola e Enrico Lo Verso in La scorta (1993)

Enrico Lo Verso in Li chiamarono... briganti! (1999)

- Atto di dolore, regia di Pasquale Squitieri (1990)
- Nulla ci può fermare, regia di Antonello Grimaldi (1990)
- Hudson Hawk - Il mago del furto (Hudson Hawk), regia di Michael Lehmann (1990)
- I tarassachi, regia di Francesco Ranieri Martinotti, Rocco Mortelliti e Fulvio Ottaviano (1991)
- Il ladro di bambini, regia di Gianni Amelio (1992)
- Le amiche del cuore, regia di Michele Placido (1992)
- Volevamo essere gli U2, regia di Andrea Barzini (1992)
- La scorta, regia di Ricky Tognazzi (1993)
- Mario, Maria e Mario, regia di Ettore Scola (1993)
- Farinelli - Voce regina, regia di Gérard Corbiaud (1994)
- Lamerica, regia di Gianni Amelio (1994)
- Il cielo è sempre più blu, regia di Antonello Grimaldi (1995)
- Come mi vuoi, regia di Carmine Amoroso (1996)
- Naja, regia di Angelo Longoni (1997)
- Così ridevano, regia di Gianni Amelio (1998)
- Del perduto amore, regia di Michele Placido (1998)
- Li chiamarono... briganti!, regia di Pasquale Squitieri (1999)
- Unruly - Nessuna regola', regia di Philippe Bérenger (1999)
- Hannibal, regia di Ridley Scott (2000)
- L'amore imperfetto, regia di Giovanni Davide Maderna (2002)
- Tre giorni d'anarchia, regia di Vito Zagarrio (2004)
- L'educazione fisica delle fanciulle, regia di John Irvin (2005)
- Che Guevara, regia di Josh Evans (2005)
- Alatriste - Il destino di un guerriero, regia di Agustín Díaz Yanes (2006)
- Salvatore - Questa è la vita, regia di Gian Paolo Cugno (2006)
- Le 13 rose, regia di Emilio Martínez Lázaro (2007)
- Milano Palermo - Il ritorno, regia di Claudio Fragasso (2007)
- Il giorno, la notte. Poi l'alba, regia di Paolo Bianchini (2007)
- Pochi giorni per capire, regia di Carlo Fusco (2009)
- Baarìa, regia di Giuseppe Tornatore (2009)
- Carmel, regia di Amos Gitai (2009)
- La bella società, regia di Gian Paolo Cugno (2009)
- Dopo quella notte, regia di Giovanni Galletta (2010)
- Room in Rome (Habitación en Roma), regia di Julio Medem (2010)
- Il turno di notte lo fanno le stelle, regia di Edoardo Ponti (2012)
- 11 settembre 1683, regia di Renzo Martinelli (2013)
- Nomi e cognomi, regia di Sebastiano Rizzo (2015)
- Quel bravo ragazzo, regia di Enrico Lando (2016)
- Ustica, regia di Renzo Martinelli (2016)
- Raffaello - Il principe delle arti in 3D, regia di Luca Viotto (2017)
- Michelangelo - Infinito, regia di Emanuele Imbucci (2018)
- Il quaderno di Sara, regia di Norberto Lopez Amado (2018)
- Il Gatto e la Luna, regia di Roberto Lippolis (2019)
- Magari resto, regia di Mario Parruccini (2020)
- La febbre del cemento, regia di Cüneyt Kaya (2020)
- Veneciafrenia - Follia e morte a Venezia (Veneciafrenia), regia di Álex de la Iglesia (2022)
- Dante, regia di Pupi Avati (2022)
- Desire, regia di Mario Vezza (2022)
- Io e te dobbiamo parlare, regia di Alessandro Siani (2024)
- Global Harmony, regia di Fabio Massa (2024)

### Televisione
- Donna d'onore, regia di Stuart Margolin – miniserie TV (1991)
- Mosè, regia di Roger Young – miniserie TV (1995)
- I miserabili, regia di Josée Dayan – miniserie TV (2000)
- Gli amici di Gesù - Giuda, regia di Raffaele Mertes e Elisabetta Marchetti – film TV (2001)
- Posso chiamarti amore?, regia di Paolo Bianchini – miniserie TV (2004)
- L'inchiesta, regia di Giulio Base – miniserie TV (2006)
- La baronessa di Carini, regia di Umberto Marino – miniserie TV (2007)
- Una madre, regia di Massimo Spano – miniserie TV (2008)
- Mogli a pezzi, regia di Alessandro Benvenuti e Vincenzo Terracciano – miniserie TV (2008)
- Il falco e la colomba, regia di Giorgio Serafini – miniserie TV (2009)
- L'isola dei segreti - Korè, regia di Ricky Tognazzi – miniserie TV (2009)
- Rex 2 – serie TV, 1 episodio (2009)
- La donna velata, regia di Edoardo Margheriti (2010)
- Convitto Falcone, regia di Pasquale Scimeca – cortometraggio (2012)
- CentoVetrine – soap opera (2014)
- Mister Ignis - L'operaio che fondò un impero, regia di Luciano Manuzzi – miniserie TV (2014)
- La stanza numero due (dalla seconda stagione de Il giovane Montalbano), regia di Gianluca Maria Tavarelli (2015)
- Provaci ancora prof 6 – serie TV, episodio 15 (2015)
- Boris Giuliano - Un poliziotto a Palermo, regia di Ricky Tognazzi – miniserie TV, episodio 2 (2016)
- Maltese - Il romanzo del Commissario, regia di Gianluca Maria Tavarelli, 3 episodi (2017)
- Ballando con le stelle – talent show (2019) - concorrente
- Made in Italy – serie TV, episodio 1x03 (2019)
- The Bad Guy – serie TV, 6 episodi (2022-2024)
- Il nostro generale – serie TV (2023)
- I leoni di Sicilia – serie TV, episodio 7 (2023)
- Blanca – serie TV, episodio 2x05 (2023)
- Il paradiso delle signore 9 - Daily Stagione 7 Il paradiso delle signore (2025)

## Teatro
- Uno, nessuno, centomila, regia di Alessandra Pizzi (2017)[3]
- C’era una volta... la musica (2018)[4]
- Apologia di Socrate, regia di Alessandra Pizzi (2019)[5]
- Metamorfosi – Altre storie oltre il mito, regia di Alessandra Pizzi (2019)[6]

## Doppiatori italiani
- Sandro Acerbo in Mosè
- Massimo Venturiello in Li chiamarono... briganti!
- Roberto Citran in Made in Italy

## Audiolibri
- Divorzio all'islamica a viale Marconi di Amara Lakhous, 2010 - Emons Audiolibri
- Il mare colore del vino di Leonardo Sciascia, edizioni Full Color Sound, Roma 2015.